# Felix Hertlein
Felix Hertlein (* 26. März 1992, geborener Felix Storbeck) ist ein ehemaliger deutscher Handballspieler.

## Karriere
Felix Hertlein begann im Jahr 2002 bei SV Chemie Genthin mit dem Handball. Im September 2006 wechselte er die Sportschule und ging zu einem neuen Verein: SC Magdeburg. Sie wurden 2007 und 2008 Norddeutscher Meister. 2008 wurde er Weltmeister der Handball Schülerweltmeisterschaften in Dänemark, auch war er 2009/10 Teil der Jugendnationalmannschaft. Seine aktive Karriere startete er beim HC Empor Rostock in der 2. Handball-Bundesliga. Zur Saison 2012/13 startete er beim ASV Hamm-Westfalen als Nummer 1, wo er zu einem Publikumsliebling wurde. Ab 2014 spielte er bei DHfK Leipzig, wo er einen Zweijahresvertrag unterschrieb. Zur Saison 2016/17 wechselte er zurück zum ASV Hamm-Westfalen. Mit Hamm stieg er 2022 in die 1. Bundesliga auf und in der Folgesaison wieder in die 2. Bundesliga ab. Nach der Saison 2024/25 beendete er seine Karriere.
Mit der deutschen Jugend-Nationalmannschaft belegte er bei der U18-Europameisterschaft 2010 den 4. Platz und wurde in das All-Star Team gewählt. Weiter belegte er bei der U19-Weltmeisterschaft 2011 den 7. Platz. Mit der Junioren-Nationalmannschaft nahm er an der U20-Europameisterschaft 2012 und der U21-Weltmeisterschaft 2013 teil.

## Privat
Er ist mit der Handballerin Helena Hertlein verheiratet.